# 달마티아의 이삭
참회자 성 이삭, 이사키우스, 이사키오스(Isaacius, Isaakios, 그리스어ː Ἰσαάκιος, Ἰσάκιος; 서기 383년 5월 30일 사망)는 콘스탄티노플 달마시안 수도원의 설립자로, 성인이자 고해자로 존경받는 기독교 수도사이다. 때때로 달마티아의 이삭이라고 불리는데, 이는 그가 달마티아에서 왔기 때문이 아니라 그가 세운 달마시아 수도원 때문이다.

## 생애

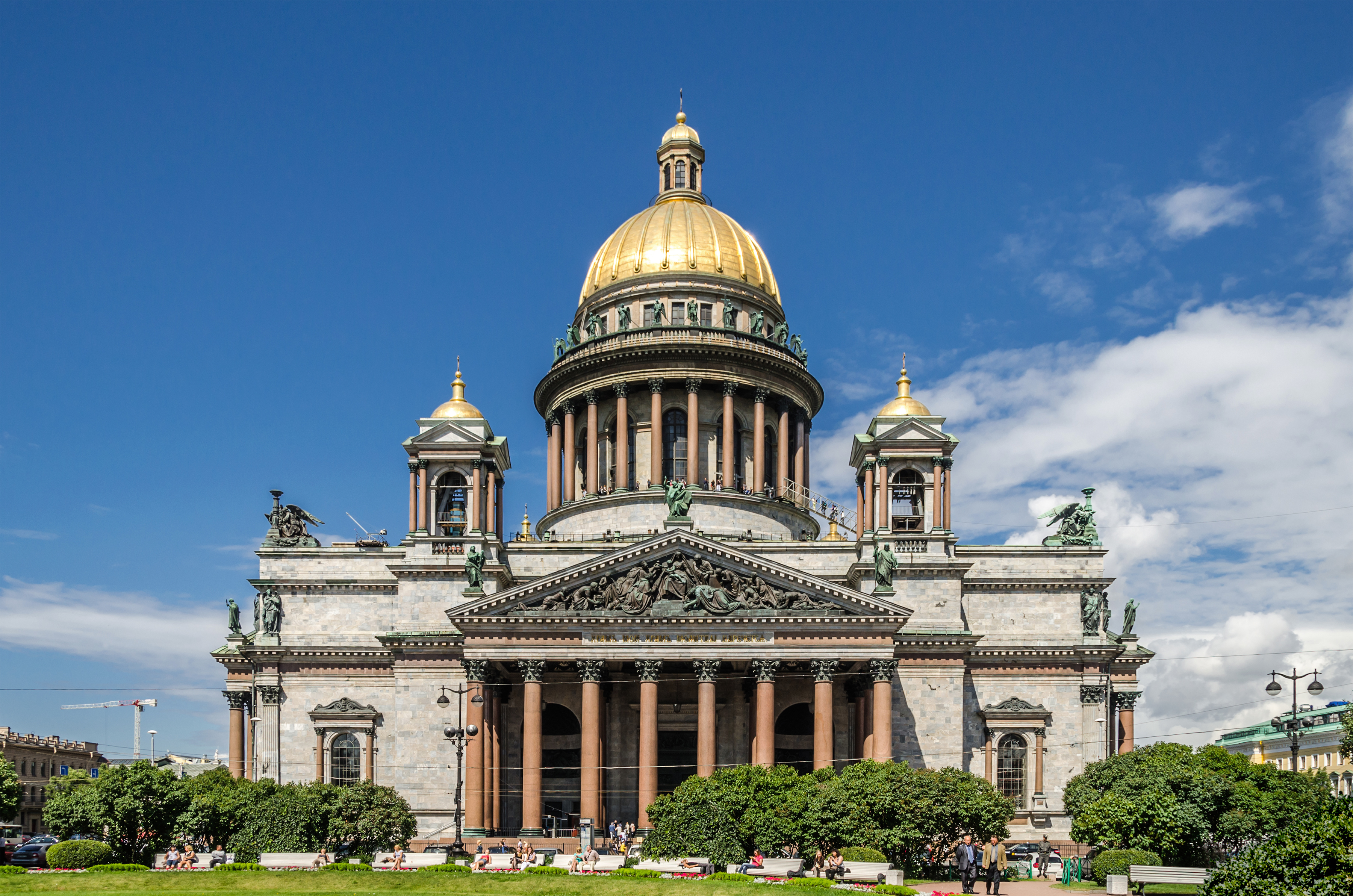
러시아 상트페테르부르크의 성 이삭 광장에 있는 성 이삭 성당

일부 기록에 따르면 이삭은 시리아 사람이었다고 하지만 이는 불확실하다. 그의 초기 생애에 대한 특정 세부 사항은 알려지지 않았는데 역사 기록에 따르면 이삭은 콘스탄티노플 외곽 광야의 작은 오두막에서 살았던 은둔자였다. 378년 로마 황제 발렌스가 아리우스파 이단에 빠져서 니케아 기독교인들을 박해하고, 주교들을 해임하고, 일부 교회를 폐쇄하고, 일부 교회를 아리우스파에게 넘겼다는 소식을 듣고, 이삭은 제국의 도시로 입성하여 황제와 대치하였다. 당시 발렌스 황제는 고트인에 대한 군사 작전을 준비하고 있었다. 황제가 박해를 더 이상 하지 못하도록  설득하는 몇 번의 시도 후에, 이삭은 발렌스 황제가 그의 행동 때문에 "불길 속에서 죽을 것"이라고 예언했다. 황제는 이삭을 감옥에 가두라고 명령하고 그가 전투에서 돌아오면 이삭을 처벌하고 그를 죽이겠다고 맹세했다. 얼마 지나지 않아 378년 8월 9일, 발렌스는 아드리아노플 전투에서 패하고 헛간으로 피신한 후에 화재로 사망했다.
발렌스 황제의 후계자인 테오도시우스 1세 황제는 이삭을 석방하고 아리우스주의를 불법화했으며 발렌스 황제가 폐쇄한 교회를 다시 열었다. 이삭은 광야에서 수도원 생활로 돌아가고 싶었지만 사투르니누스라는 부유한 귀족이 콘스탄티노플에 이삭을 위한 수도원을 짓고 그곳에서 최초의 헤구멘 (수도원장)이 되었다. 이삭은 또한 381년 콘스탄티노플에서 소집된 제2차 에큐메니칼 공의회에서 기독교 정통주의의 열렬한 옹호자로 알려져 있다.
이삭은 생애 말기에 수도원장 직을 그의 가장 가까운 제자인 달마투스에게 맡겼고, 달마투스는 나중에 스스로 시성되어 ( 성자로 정식화 됨) 그 후 수도원은 '달마시안 수도원'으로 알려지게 되었다. 이삭은 383년 5월 30일 수도원에서 사망했는데, 그의 죽음을 396년경으로 보는 이들도 있다. 요한네스 크리소스토모스의 전기에는 5세기까지 살았던 성 이삭에 대한 언급이 포함되어 있다.
동방 정교회와 가톨릭 교회는 모두 이삭을 성인으로 찬양한다. 동방정교회에서 그의 축일은 5월 30일인데, 8월 3일에는 수도원의 다른 성인들과 함께 그를 기념하기도 한다.
러시아의 표트르 대제 (재위 1682~1725)는 그의 생일이 이삭의 축일인 5월 30일이서 성 이삭을 로마노프 왕조의 수호성인으로 삼았다. 상트페테르부르크에 있는 성 이삭 대성당은 그의 영예를 기리기 위해 봉헌되었다.